# أحمد مراد (فلسطيني)
أحمد مراد (1981-) هو فنان تشكيلي فلسطيني ولد في دمشق، درس الفن في جامعة دمشق وتخرج من من قسم النحت في كلية الفنون الجميلة عام 2003، وحصل على دبلوم الدراسات العليا عام 2007، ونال درجة الماجستير في الفنون الجميلة عام 2014. عمل مدرساً للفنون في مدارس وكالة الغوث الدولية في سوريا ومدرباً للتصميم الغرافيكي والفنون البصرية الغرافيكية في معهد تدريب دمشق، كما أنه عضو الاتحاد العام للفنانين التشكيليين الفلسطينيين في سوريا. حصل على جائزة النقاد خلال معرض الربيع السنوي في وزارة الثقافة السورية عام 2007.

## أسلوبه الفني
عمل في النحت والوسائط و الرسم والتصميم ثلاثي الأبعاد وغيرها، وتمحورت مواضيعه الفنية حول العمارة والإنسان بشكل عام ودراسة البعد النفسي في أعماله المتمثلة بالتعبيرعن الإنسان وركزت أعماله الأخرى على التصاميم المعمارية التي وظف من خلالها الأبعاد الثلاثية والزجاج والتركيب. وشارك في العديد من المعارض الجماعية وهي معرض أعمال ورشة عمل، معرض يوم الأرض، ومعرض الربيع. 